# Кеменатен, Альбрехт фон
Альбрехт фон Кеменатен (нем. Albrecht von Kemenaten) — немецкий поэт середины XIII века. Жил в Тироле.
Предположительно является автором средне-верхне-немецких героических поэм «Goldemar», «Eckenlied», «Sigenot» и «Virginal» из цикла сказаний о Дитрихе Бернском, далеким прототипом которого считают короля остготов Теодориха.